# Grouvellinus leonardodicaprioi
Grouvellinus leonardodicaprioi (лат.) — вид жуков рода Grouvellinus из семейства Речники (Elmidae). Назван в честь известного американского актёра Леонардо Ди Каприо за создание им экологического фонда The Leonardo DiCaprio Foundation, предназначенного для охраны и изучения редких экосистем.

## Распространение
Малайзия, Калимантан, Сабах: 4°44’49"N, 116°52’38"E, около 950 м над уровнем моря. Материал отбирали из придонных пород песчаника из водных потоков Maliau Basin на высотах от 900 до 1000 м, используя мелкоячеистые ручные сетки.

## Описание
Мелкие чёрные жуки, длина овального тела 2,97 мм, ширина 1,6 мм. Голова сверху малозаметна, так как частично втянута в пронотум (переднегрудь), глаза крупные, выпуклые. Надкрылья выпуклые (длина 2,31 мм) с продольными рядами мелких ямок-пунктур (между пунктурами тело гладкое и блестящее). Длина головы 0,27 мм. Пронотум длиной 0,85 мм, шириной 1,12 мм. Окраска спинной стороны черная с небольшим металлическим блеском; коготки и усики темно-коричневые; опушение желтое. Вентральная сторона темно-коричневая. Пластрон опушенный блестящий золотой.
Это первая находка представителей рода Grouvellinus на острове Борнео (ранее этот род находили в Палеарктике и Ориентальной области). G. leonardodicaprioi был впервые описан в 2018 году группой исследователей во главе с энтомологом Hendrik Freitag и биоспелеологом Iva Njunjic, сооснователем организации Taxon Expeditions. Вид G. leonardodicaprioi сходен с таксоном G. hercules Jäch, 1984 из Непала.

## Этимология

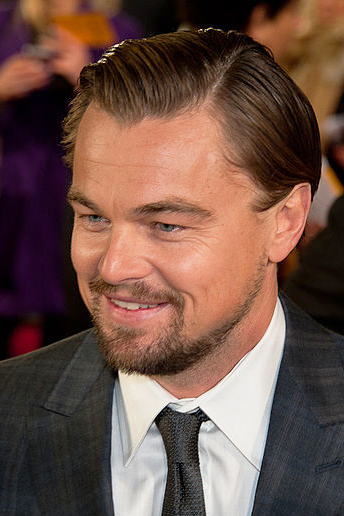
Леонардо Ди Каприо, в честь которого был назван этот вид жуков

Видовое название G. leonardodicaprioi дано в честь известного американского актёра Леонардо Ди Каприо с учётом вклада его в охрану окружающей среды (экологический фонд The Leonardo DiCaprio Foundation для охраны редких экосистем он создал в 1998 году и потратил более 80 млн долларов на 200 экогрантов), признавая его вдохновляющую работу по пропаганде экологической осведомленности и решению проблем изменения климата и утраты биоразнообразия. Название было отобрано 6 октября 2017 года во время церемонии именования в научном Центре исследований бассейна Малиау (Maliau Basin Studies Centre), в котором приняли участие участники экспедиции (организованной голландской организацией Taxon Expeditions, Leiden, и School of Science & Engineering, Quezon City, Филиппины), а также большое количество сотрудников и прочих работников полевого центра. Название рода Grouvellinus происходит от имени французского колеоптеролога Antoine Henri Grouvelle (1843—1917).